# Chrīstos Maragkos
Chrīstos Maragkos (in greco: Χρήστος Μαραγκός; Larnaca, 9 maggio 1983) è un ex calciatore cipriota, di ruolo centrocampista.

## Carriera

### Club
Ha giocato nella massima serie greca e in quella cipriota.